# Couzou
Couzou è un comune francese di 106 abitanti situato nel dipartimento del Lot nella regione dell'Occitania. Il suo territorio è bagnato dalle acque del fiume Alzou.

## Società

### Evoluzione demografica
Abitanti censiti